# Mezzoforte (album)
Mezzoforte is de naam van het eerste album van de IJslandse funk-/fusion-band Mezzoforte uit 1979. Het album is opgenomen in IJsland in 1979 en is geproduceerd door Gunnar Þórðarson. Het album is alleen maar uitgebracht in IJsland; de acht tracks, allemaal instrumentale nummers, hebben dan ook alleen maar IJslandse titels. Van een heruitgave op cd, bedoeld voor de internationale markt, is het (nog) niet gekomen. De vaste leden van Mezzoforte waren allen nog tieners ten tijde van het uitkomen van deze plaat. Enkele jaren later, in 1983, zouden ze hun internationale doorbraak beleven met het nummer Garden Party. De saxofonist Kristinn Svavarsson, die op dit album een gastmuzikant is, evenals op het tweede album I Hakanum, zou op het vierde album Surprise Surprise, waar ook Garden Party op staat, een vast lid van de band worden.

## Tracks
1. "Kínahverfið" (Gunnar Þórðarson) - 4:56
2. "Í dagsins önn" (Friðrik Karlsson) - 3:53
3. "Kvöldstund með þér" (Friðrik Karlsson) - 4:40
4. "Þeir settu svip á bæinn" (Stefán S. Stefánsson) - 4:53
5. "Fyrirkomulagið" (Eyþór Gunnarsson) - 4:42
6. "Gengið á jökulinn" (Friðrik Karlsson, Eyþór Gunnarsson, Jóhann Ásmundsson, Gulli Briem) - 4:36
7. "Þegar tangóinn fékk sér nýjan kjól" (Friðrik Karlsson) - 3:14
8. "Sólroðinn" (Friðrik Karlsson, Eyþór Gunnarsson) - 3:54

## Bezetting

### Vaste bandleden
- Jóhann Ásmundsson - basgitaar
- Gulli Briem - drums, percussie
- Eyþór Gunnarsson - toetsen
- Friðrik Karlsson - gitaar
- Stefán S. Stefánsson - saxofoon

### Gastmuzikanten
- Andrés Helgason - trompet
- Magnús Kjartansson - trompet
- Kristinn Svavarsson - saxofoon